# Banco di Santo Spirito
Il Banco di Santo Spirito fue un banco fundado por el Papa Paulo V el 13 de diciembre de 1605. El banco fue el primer banco nacional en Europa (como el banco de los Estados Papales), el primer banco público de depósitos en Roma, y el banco más antiguo en operar continuamente en Roma hasta su fusión en 1992.

## Primer periodo (1605-1923)

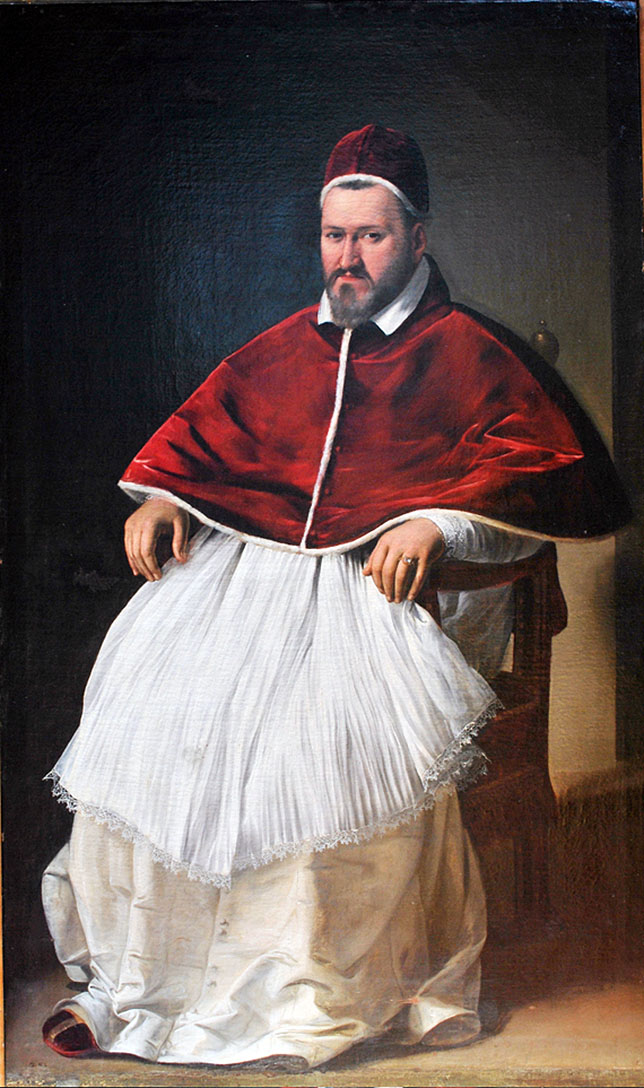
El Papa Paulo V fundó el banco en 1605.

El banco fue fundado por el Papa Paulo V en el edificio que sería conocido como Palazzo del Banco di S. Spirito el 13 de diciembre de 1605. La construcción del edificio fue empezada en 1513 por el Papa León X, en lo que se conoció como "Calle de los Bancos". El banco de nueva fundación proporcionó nuevas fuentes de ingresos para el Archihospital del Santo Spirito (fundado en 1201), cuyas dificultades financieras se habían incrementado a lo largo del siglo XVI, y en 1604 el banco empezó a supervisar las finanzas del hospital, que era propiedad del banco.
Desde el 20 de febrero de 1606 hasta 1924, el Banco di Santo Spirito proporcionó capital para iglesias y hospitales construidos en Roma, y para otros propósitos comerciales. El banco prestó fondos a varios proyectos de obras públicas, incluyendo el proyecto del acueducto de Trajano (empezado en 1608).
En 1750, el Papa Benedicto XIV, conocido por su condena de la usura: Vix Pervenit (promulgada el 1 de noviembre de 1745), reorganizó el banco y restringió sus actividades de préstamo. En 1786, el banco se convirtió en uno de los primeros emisores de papel moneda durante el pontificado del Papa Pío VI.
Los registros del banco se conservan en los Archivos Secretos del Vaticano, pero no en Introitus et Exitus, los registros de la Cámara Apostólica.

## 1923-92
En 1923, el banco fue reorganizado como sociedad anónima. En 1935, el Istituto per la Ricostruzione Industriale (IRI) del gobierno fascista italiano obtuvo una participación de control en el banco.
En la década de 1930, ladrones de bancos napolitanos que intentaban excavar en la bóvedas subterráneas del banco accidentalmente descubrieron esqueletos de víctimas de la epidemia de cólera de 1836, que después de excavaciones arqueológicas fue conocido como cementerio de Fontanelle.

## Fusión
En 1992, el Banco di Santo Spirito —que previamente se había fusionado con la Cassa di Risparmio di Roma (est. 1836) en 1989— se fusionó con el Banco di Roma (est. 1880) para formar la Banca di Roma, que subsecuentemente se fusionó con otros bancos en 2002 para formar Capitalia.